# Avia (fiume)
Il fiume Avia è un fiume del nordest della penisola iberica, che nasce a 880 metri sul livello del mare nella Provincia di Ourense, in Galizia.
È un affluente del fiume Miño.